# IC 3010
IC 3010 је спирална галаксија у сазвјежђу Хидра која се налази на листи објеката дубоког неба у Индекс каталогу.
Деклинација објекта је - 30° 20' 22" а ректасцензија 12h 7m 57,3s. Привидна величина (магнитуда) објекта IC 3010 износи 12,3 а фотографска магнитуда 13,2. IC 3010 је још познат и под ознакама ESO 441-6, MCG -5-29-20, AM 1205-300, PGC 38511.